# Dny zrady
Dny zrady je dvoudílný československý dramatický film, který v roce 1973 natočil režisér Otakar Vávra.
Film, který si dal za úkol rekonstrukci události z roku 1938, popisuje události probíhající v období podpisu Mnichovské dohody (např. roztržky mezi henleinovci a československými vojáky na hranicích).
Film si zakládá na autenticitě, nicméně místy zkresluje dobové události (např. vyzdvihování role KSČ jako jediné skutečné obránkyně vlasti před Němci) a nelze jej brát jako hraný dokument událostí z roku 1938, vedoucích k podepsání Mnichovské dohody a odstoupení pohraničí. Vystupování klíčových osob a jejich dialogy jsou přes jejich tendenční ztvárnění autentické a souhlasící se skutečností.
Je třeba brát v úvahu rok natočení filmu a černobílé podání úlohy KSČ a SSSR na jedné straně a československé buržoazie, která je zde označena za jednoho z viníků mnichovského diktátu. Také nasazení obrněných transportérů OT-810 není reálné.
Na druhé straně je třeba ocenit velkolepou výpravu filmu spočívající ve velmi věrných a nákladných exteriérech a interiérech a herecké ztvárnění jednotlivých rolí. Také masové scény jsou jedním z poznávacích znamení filmů režiséra O. Vávry.
Expresivně jsou ztvárněny scény z pohraničí, včetně reálné události v Habartově, které líčí boj četnictva a vojáků s německými ordnery.

## Zvláštnosti filmu
Překvapující je použití pravdivých, ač málo známých skutečností:
- podezření padající na část československé vlády, která si měla vyžádat tzv. půlnoční demarši u velmocí, aby učinila prezidenta Beneše a veřejnost povolnější k ústupkům vůči Hitlerovi
- všeobecná mobilizace československé armády v září 1938 byla vyhlášena na základě schůzky anglického a francouzského velvyslance s prezidentem Benešem, kde padla okřídlená věta „vlády Francie a Velké Británie již nadále nemohou nésti riziko, aby radili Československu nemobilizovat“[zdroj?] a snaha o objektivitu spočívající v odhodlání části představitelů Anglie a Francie pomoci ČSR, viz první lord admirality sir Duff Cooper (Josef Langmiler) a nabídka demise dvou členů francouzské vlády.

## Filmová místa
- Praha
- Cheb
- Liberec
- Karlovy Vary
- Abertamy
- Rokytnice v Orlických horách
- Pevnost Dobrošov
- Tvrz Hanička
- Pernink
- Červený Hrádek

## Obsazení
| Jiří Pleskot        | Edvard Beneš                     |
| Bohumil Pastorek    | Klement Gottwald                 |
| Gunnar Möller       | Adolf Hitler                     |
| Jaroslav Radimecký  | Neville Chamberlain              |
| Martin Gregor       | Édouard Daladier                 |
| Bořivoj Navrátil    | Sergej Sergejevič Alexandrovskij |
| Otakar Brousek      | Georges Bonnet                   |
| Josef Langmiler     | Duff Cooper                      |
| Jiří Holý           | plk. Fiala                       |
| Günter Zschieschow  | Karl Hermann Frank               |
| Alexander Fred      | Joseph Goebbels                  |
| Rudolf Jurda        | Hermann Göring                   |
| Čestmír Řanda       | Gwatkin                          |
| Werner Ehrlicher    | Konrad Henlein                   |
| Vladimír Šmeral     | Milan Hodža                      |
| Jaroslav Rozsíval   | Horák                            |
| Jaromír Hanzlík     | Jiří                             |
| Jiří Krampol        | Karel                            |
| Vítězslav Jandák    | Standa                           |
| Svatopluk Beneš     | Newton                           |
| Michal Dočolomanský | Jan Šverma                       |
| Vladimír Hlavatý    | Maurice Gamelin                  |